# Békés Megyei Szimfonikus Zenekar
A Békés Megyei Szimfonikus Zenekar egy Békés megyei szimfonikus zenekar, amelyet 1959-ben alapítottak, mint a megyeszékhely első ilyen jellegű együttesét. A zenekar működtetője a Békéscsabai Jókai Színház.

## A zenekar története
A Békéscsabai Szimfonikus Zenekart 1959 őszén alapította meg Sárhelyi Jenő, a Bartók Béla Zeneiskola igazgatója. A zenekar első karmestereként irányította az iskola tanáraiból, felsőbb évfolyamos növendékekből illetve amatőr zenészekből álló zenekart, amelyet az első zeneiskolai házi hangversenyek után 1960-tól rendszeresen szerepeltetett a Filharmónia is. Nagy szimfonikus zenekarrá 1971-ben, Jancsovics Antal karmesteri működése idején vált a zenekar. Széles repertoárján a zeneirodalom minden területe megtalálható, amelyet külföldi vendégszereplések alkalmával Romániában, Jugoszláviában, Németországban, Olaszországban, Belgiumban, Finnországban és Japánban is hallhattak az érdeklődők.
Az együttes neve 2008. május 19-én változott Békéscsabai Szimfonikus Zenekarról ünnepélyes keretek között Békés Megyei Szimfonikus Zenekarra.

## Jelenleg
Évente 6-8 alkalommal ifjúsági hangversenyt adnak Békés megye területén. A közelmúltban gyakran adnak hangversenyeket a Békéscsabai Bartók Béla Vegyeskar, a Perlaki Attila vezette Gyulai Erkel Ferenc Vegyeskar illetve Galambos Hajnalka szoprán énekművész közreműködésével.

## Működése
A korábban Gémesi Géza által vezetett zenekar karmestere 2007 októberétől Somogyi-Tóth Dániel lett. A zenekar működtetője a Békéscsabai Jókai Színház, a próbáknak a Bartók Béla Művészeti Szakközépiskola és Alapfokú Művészetoktatási Intézmény, Zeneiskola ad otthont.